# Trochantha preussii
Trochantha preussii är en benvedsväxtart som först beskrevs av Ludwig Eduard Theodor Loesener, och fick sitt nu gällande namn av R.H.Archer. Trochantha preussii ingår i släktet Trochantha och familjen Celastraceae. Inga underarter finns listade.